# Sedmlánů (Skorošice)
Sedmlánů (niem. Siebenhuben) – osada, część wsi gminnej Skorošice, położona w kraju ołomunieckim, w powiecie Jesionik, w Czechach.